# Đạ Sar
Đạ Sar là một xã thuộc huyện Lạc Dương, tỉnh Lâm Đồng, Việt Nam.

## Địa lý
Xã Đạ Sar có diện tích 248,07 km², dân số năm 2022 là 6.577 người, mật độ dân số đạt 26 người/km².

## Hành chính
Xã Đạ Sar được chia thành 6 thôn: 1, 2, 3, 4, 5, 6.

## Lịch sử
Ngày 6 tháng 3 năm 1984, Hội đồng Bộ trưởng ban hành Quyết định số 38-HĐBT về việc thành lập xã Đạ Sar trên cơ sở một phần của xã Kil Pla Gnol.